# 帕特里克·托德
帕特里克·托德（英語：Patrick Todd，1979年11月14日—），美国男子赛艇运动员。他曾代表美国参加世界赛艇锦标赛，获得一枚金牌和一枚银牌。他也曾参加2004年和2008年夏季奥林匹克运动会。